# Tricalysia semidecidua
Tricalysia semidecidua är en måreväxtart som beskrevs av Diane Mary Bridson. Tricalysia semidecidua ingår i släktet Tricalysia och familjen måreväxter. Inga underarter finns listade i Catalogue of Life.